# Allata benderi
Allata benderi är en fjärilsart som beskrevs av Wolfgang Dierl 1976. Allata benderi ingår i släktet Allata och familjen tandspinnare. Inga underarter finns listade i Catalogue of Life.